# Chacras de Telsen
Chacras de Telsen es una zona rural argentina del departamento Telsen, Provincia del Chubut. Se ubica a 13 km al norte de la comuna rural homónima. Abarca un sitio de 1000 hectáreas y posee la Escuela Provincial N° 61.

## Toponimia
"Telsen" es una palabra de origen tehuelche que en ese idioma significa junco, totora o cortadera. La palabra "chacras", es un término de origen quechua que en el castellano del Cono Sur hace referencia a un terreno rural en el cual se ejerce la agricultura o la cría de ganado.

## Geografía y producción
Se ubica en un pequeño oasis a orillas del arroyo homónimo. La zona tiene un microclima benigno, con manantiales de agua termal y vegetación diferenciada. Se practica la fruticultura (por ejemplo manzanas), horticultura y ganadería ovina. Anteriormente, en el área existían viñedos.